# جمهوری خلق بلغارستان
جمهوری خلق بلغارستان (PRB ; بلغاری: Народна Република България (НРБ) هنگامی که بلغارستان جمهوری سوسیالیستی بود، Narodna Republika B)lgariya (NRB) نام رسمی بلغارستان بود.
جمهوری خلق بلغارستان از سال ۱۹۴۶ تا ۱۹۹۰ وجود داشته و توسط حزب کمونیست بلغارستان (BCP) اداره می‌شد، که به نوبه خود با همکار ائتلاف خود، اتحادیه ملی اراضی بلغارستان حکومت می‌کرد. بلغارستان بخشی از کُمِکان و عضو پیمان ورشو بود و در طول جنگ سرد به اتحاد جماهیر شوروی نزدیک بود. جنبش مقاومت بلغارستان در طول جنگ جهانی دوم، دولت پادشاهی بلغارستان را در کودتای بلغاری سال ۱۹۴۴ خاتمه داد که به اتحاد این کشور با نیروهای محور پایان داد و در سال ۱۹۴۶ به جمهوری خلق منتهی شد.